# Bayer HealthCare
Bayer HealthCare AG is een bedrijf en subgroep binnen de Duitse multinational Bayer Group. De subgroep houdt zich bezig met medische en farmaceutische producten en kent op haar beurt weer meerdere subdivisies. De subgroep is ontstaan door een samenvoeging van de farmaceutische afdeling van Bayer en het overgenomen Duitse bedrijf Schering AG in 2006. De subgroep opereert in verschillende landen via specifieke rechtspersonen, zoals in Nederland via de rechtspersoon Bayer B.V., HealthCare Pharmaceuticals. Tot 2008 stond het bedrijf ook wel bekend als Berlex.
De subgroep heeft, net zoals Bayer, haar hoofdkwartier in Leverkusen, Duitsland. Wereldwijd kent het bedrijf zo'n 55.000 werknemers en een omzet van meer dan 17 miljard euro. Het bedrijf kent vier subdivisies: Bayer Schering Pharma, Bayer Consumer Care, Bayer Animal Health en Bayer Medical Care. De farmaceutische divisie is hiervan verreweg het grootst.
Bayer heeft een lange geschiedenis in de medische en farmaceutische industrie. Enkele bekende producten van Bayer HealthCare over de jaren zijn:
- Advantage (vlooienbestrijding bij huisdieren)
- Aspirine (pijnbestrijder), geïntroduceerd in 1899 en een van de oudste en bekendste medicijnen die wijd gebruikt worden
- Betaferon (behandeling van multiple sclerosis)
- Contour (glucosegehaltemeetapparatuur voor diabetici)
- Heroïne (als hoestmedicijn voor kinderen), 1898-?1910[3], tegenwoordig vooral bekend als verslavend middel.
- Mirena en enkele andere hormonale anticonceptiemiddelen

In totaal zijn 19 medicijnen en behandelingen goedgekeurd door de Food and Drug Administration (FDA) en kunnen dus verkocht worden in de Verenigde Staten, maar daarnaast produceert het ook enkele thuisgeneesmiddellen zoals aspirine. Het is eigen aan de bedrijfstak dat een kleine hoeveelheid producten uiteindelijk het onderzoek van een groot aantal geneesmiddelen moet bekostigen, omdat de grote meerderheid van die geneesmiddelen niet effectief of veilig genoeg blijkt om goedgekeurd te worden door de betreffende instanties. Daarnaast is het patent op die geneesmiddelen slechts een relatief korte periode geldig, waarna concurrentie opspeelt en de prijzen worden gedrukt. Dit is ook duidelijk terug te zien in het portfolio van Bayer HealthCare, waar enkele tientallen producten voor een omzet van miljarden zorgt.
Het bedrijfsmodel van Bayer HealthCare is erop gericht om nieuwe medicijnen en behandelmethoden te ontwikkelen door zelf onderzoek te doen alsook door onderzoek halverwege de onderzoekscyclus (bijvoorbeeld voor/tijdens de zogenaamde 'clinical trials') "in te kopen" via bijvoorbeeld bedrijfsovername. In het onderzoek van de farmaceutische divisie ligt de nadruk anno 2013 voornamelijk op medicijnen voor de behandeling en voorkoming van hart- en vaatziekten, geslachtsspecifieke middelen (zoals anticonceptiemiddelen en erectiebevorderende middelen) en middelen ter behandeling van kanker.